# Round Harbour 2
Round Harbour foi uma vila localizada na província canadense de Terra Nova e Labrador. Tinha uma população de 103 habitantes em 1956. Era chamada de "Harbour Round".